# Gnophos claytoni
Gnophos claytoni là một loài bướm đêm trong họ Geometridae.